# Thamnosophis lateralis
Thamnosophis lateralis är en ormart som beskrevs av Duméril, Bibron och Duméril 1854. Thamnosophis lateralis ingår i släktet Thamnosophis och familjen snokar. Inga underarter finns listade.
Denna orm förekommer på nästan hela Madagaskar förutom låglandet i nordvästra och södra delen. Den lever i kulturlandskap nära vattenansamlingar. Arten äter främst groddjur. Honor lägger ägg.
För beståndet är inga hot kända. Hela populationen anses vara stabil. IUCN listar arten som livskraftig (LC).